# Keith Butler (homme politique canadien)
Pour les articles homonymes, voir Keith Butler et Butler.
Keith Butler  (1920-1977) est un homme politique provincial canadien de l'Ontario.

## Biographie
Né à Waterloo, Butler sert dans l'Armée canadienne durant la Seconde Guerre mondiale où il perd une jambe lors de la bataille de la poche de Falaise. Il sert ensuite comme vice-président du Conseil national des Vétérans de guerre (National Council of War Veterans).
Agent d'assurance, il opère sa propre firme d'assurances, la Butler Insurance Limited.

## Politique
Élu député du progressiste-conservateur de Waterloo-Nord lors des élections ontariennes de 1963, il agit comme député d'arrière-ban du gouvernement de John Robarts et siège dans plusieurs comités parlementaires. Il est défait en 1967.